# Viorel Senior Duca
Viorel Senior Duca (n. 9 august 1950) este un fost senator român în legislatura 2004-2008 ales în județul Hunedoara pe listele PRM. În februarie 2006 a demisionat din PRM. În perioada februarie 2006 - martie 2007, Viorel Duca a fost senator independent. În perioada martie 2007 - octombrie 2008, Viorel Duca a fost membru PNL dar din octombrie 2008 a redevenit senator independent.
În cadrul activității sale parlamentare, Viorel Duca a fost membru în grupurile parlamentare de prietenie cu Statul Israel, Republica Arabă Egipt, Regatul Unit al Marii Britanii și Irlandei de Nord, Canada, Islanda, UNESCO, Republica Filipine și Marele Ducat de Luxemburg. Viorel Duca a inițiat 20 de propuneri legislative, din care 2 au fost promulgate legi.